# アメリカン航空331便着陸失敗事故
アメリカン航空331便着陸失敗事故（アメリカンこうくう331びんちゃくりくしっぱいじこ）とは、ジャマイカの首都キングストンにあるノーマン・マンレー国際空港への着陸に失敗し、機体が大破して負傷者が出た航空事故である。

## 事故の経過

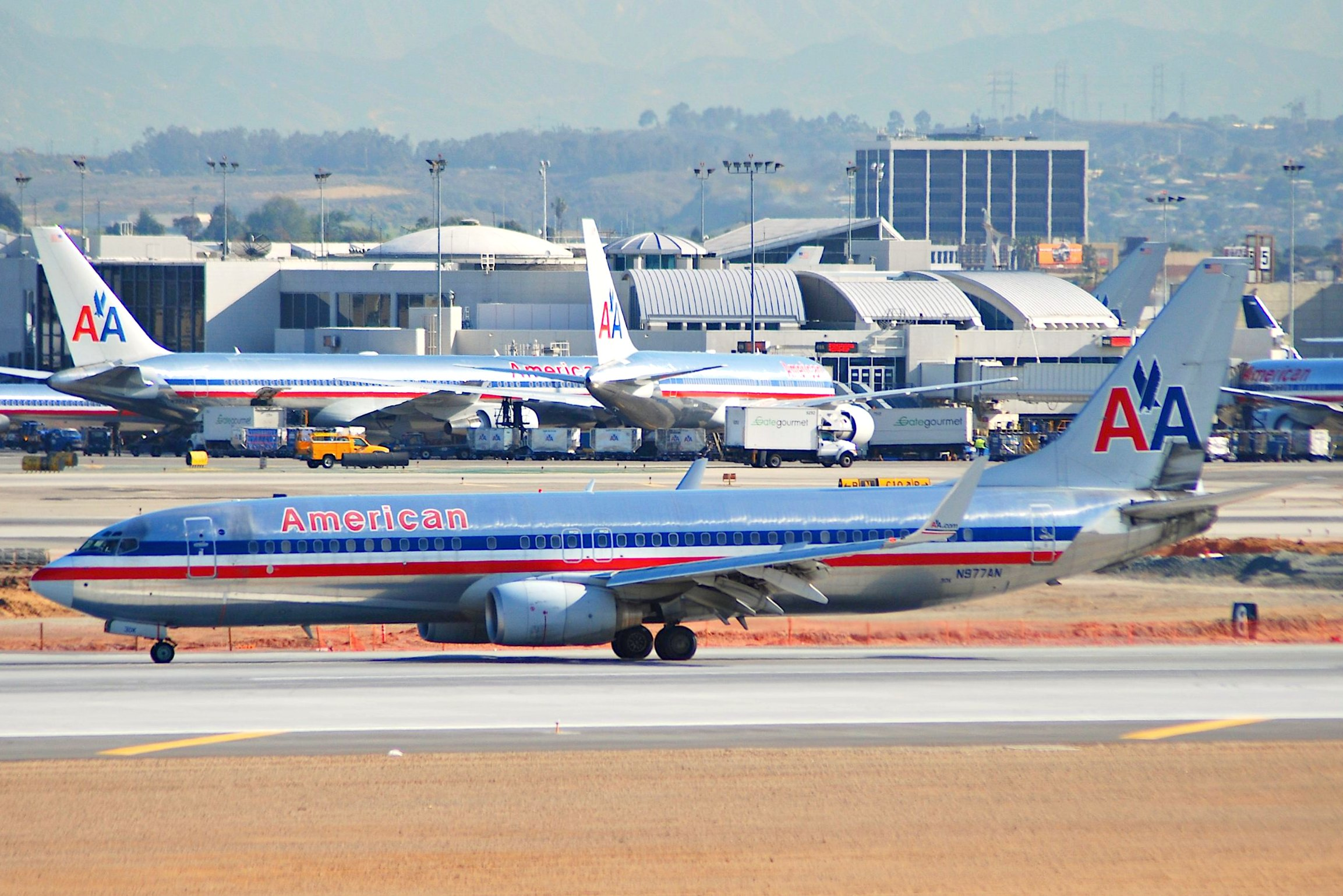
オーバーランの2年8ヶ月前に撮影された事故機

2009年12月22日（現地時間）、アメリカン航空331便（英：American Airlines Flight 331）はアメリカ合衆国の首都ワシントンD.C.のロナルド・レーガン・ワシントン・ナショナル空港を出発し、途中フロリダ州のマイアミ国際空港を経由し、目的地ジャマイカの首都キングストンにあるノーマン・マンレー国際空港に向かった。現地時間の22時22分に暴風雨の中で着陸したが滑走路をオーバーランし、滑走路外の舗道を横切って海岸のそばで大破して停止した。同機には乗客148人、乗組員6人の合計154人が搭乗していた。このうち15人が負傷したものの全員命に別条はなかった。
機体は2001年11月に製造されたボーイング737-823で、製造番号29550、12月20日にアメリカン航空にN977ANとして納入された。

## 事故後
事故後空港は閉鎖され、約400人の利用者に影響が出た。しかし尾部の残骸が原因で滑走路の長さが短くなった状態で後に再開された。大型飛行機は2日間にわたり、モンテゴ・ベイのサングスター国際空港に迂回させられた。
アメリカ国家運輸安全委員会（NTSB）とジャマイカの調査チーム（Jamaica Civil Aviation Authority（英語））にアメリカン航空も加わって調査が開始された。その報告によれば、飛行機は2,720m長の滑走路の約1,200m地点に着地した。通常、タッチダウンは300mから460mの間にされるものである。また航空機は追い風制限毎時27kmの中、実際には毎時26kmの追い風を受けており、滑走路の端でまだ毎時116kmで移動していた。

またこの滑走路には、大きな空港には一般的に設置されている、雨を分散させる溝が備えられていなかった。更に着陸時、航空機は帰還用の燃料を積んでいたため、重量が重くなっていた。
接地後は着陸装置が機能せず、胴体着陸状態となり、横滑りしながら滑走路を飛び出して歩道を越え、大破して停止した。機体は全体に折れて損傷したが、前部は砕かれ、後方に翼やウィングレット、エンジンが飛散した。一部はノーマン・マンリー・ハイウェイの周囲を覆うフェンスを超えて、キングストンの外港およびカリブ海の海岸数メートル近くまで飛ばされた。
事故当時、空港の進入灯のいくつかが作動していなかったのではないかとの懸念もあったが、ジャマイカの政府関係者は誤作動はなかったと結論づけた 。
アメリカ国務省によると、乗客のうち76人がアメリカ人であった。92人が病院へ搬送されたが、人命に影響する程の傷は報告されなかった。ジャマイカの報告書は12月28日時点で、調査のために大部分の乗客と乗組員の所持品がまだ返されていなかったと述べている。アメリカン航空は手荷物の補償として各乗客に5,000ドルを支払った。